# 早瀬喜太郎
早瀬 喜太郎（はやせ きたろう、1911年10月22日 - 1977年3月17日）は、日本の地球科学者。専門は鉱床学。北海道奥尻島生まれ。

## 経歴・研究業績
1929年旧制東京府立第五中学校を卒業後、朝鮮の金山や日本の喜茂別・大土森鉱山などに勤務。1940年早稲田大学理工学部採鉱冶金学科に入学、1943年に同学科を修業、1945年に早稲田大学専門部工科講師となる。1949年4月新制大学発足に伴い理工学部鉱山学科講師となり、同年10月助教授に昇進。1950年同大学より工学博士の学位取得。博士論文の表題は「松尾硫黄鉱床の成因と採鉱」。退任まで鉱物学実験・岩石学実験などを担当、該博な知識と長年の実務経験を生かし、多くの学生を育てる。また、松尾鉱山・幌別鉱山などの硫黄鉱床の研究に力を注ぐとともに、浮選法・精錬法などの鉱業技術の開発研究や、鉱物の物理・化学的諸性質の解明と鉱山工学への応用などに多大の貢献をした。1957年国連の技術援助局派遣の硫黄鉱業指導者としてチリに赴き、以来数度にわたって南米各国の硫黄鉱業の技術指導に当たった。1962年アルゼンチン共和国政府の懇望により、陸軍省軍需局顧問となり、早稲田大学を退任。1965年同国南部国立大学地質学科教授に就任し、後進の研究指導と同国の資源開発研究に大きな足跡を残した。1977年バイアブランカ市にて病没。享年66。勲四等瑞宝章が贈られている。